# Анна (Макандина)
А́нна (в миру А́нна Алексе́евна Мака́ндина; село Константиново, Александровский уезд, Владимирская губерния — 8 марта 1938, Бутовский полигон) — святая Русской православной церкви, причислена к лику святых как преподобномученица в 2000 году для общецерковного почитания.

## Последний арест и мученическая кончина
Арестована 22 февраля 1938 года по обвинению «в распространении провокационных слухов о скором падении советской власти» и заключена сначала в тюрьму в городе Загорске, а потом в Бутырскую тюрьму в Москве. Фрагмент допроса: 

— (Следователь) Обвиняемая Макандина, за что вы агитировали население в октябре 1937 года?
— В октябре я работала на поденной работе. Я вспоминаю случай, когда мы вместе несколько человек шли с работы домой. Разговор был о том, что в колхозах стало жить лучше, что советская власть дала колхозникам счастливую жизнь. Это была частная беседа, но против советской власти я никогда не говорила.
…
— Обвиняемая Макандина, признаете ли вы себя виновной в том, что опошляете вождей партии и правительства?

— Я к советской власти враждебно не настроена, я довольна советской властью… и виновной себя в антисоветской агитации не признаю. 
«Тройка» УНКВД по Московской области постановлением от 8 марта декабря 1938 года приговорила Анну Макандину к расстрелу по ст. 58 п. 10—11 за «распускание контрреволюционных слухов о скором падении Советской власти».
Расстреляна 14 марта 1938 года и погребена на Бутовском полигоне вместе со своей сестрой монахиней Матроной.

## Канонизация
Причислена к лику святых новомучеников и исповедников Российских для общецерковного почитания Деянием Юбилейного Архиерейского Собора Русской Православной Церкви, проходившего 13—16 августа 2000 года в Москве.
День памяти 1 (14) марта и в Соборе святых новомучеников и исповедников Российских.

## Гимнография
Тропарь, глас 4-й

Агница Твоя, Иисусе, Анна, зовет велиим гласом: Тебе, Женише мой, люблю и Тебе ищущи страдальчествую, и сраспинаюся и спогребаюся крещению Твоему и стражду Тебе ради, яко да царствую в Тебе и умираю за Тя, да и живу с Тобою, но яко жертву непорочную приимя мя, с любовию пожершуюся Тебе. Тоя молитвами, яко милостив спаси души наша.